# 香港居民的身份認同

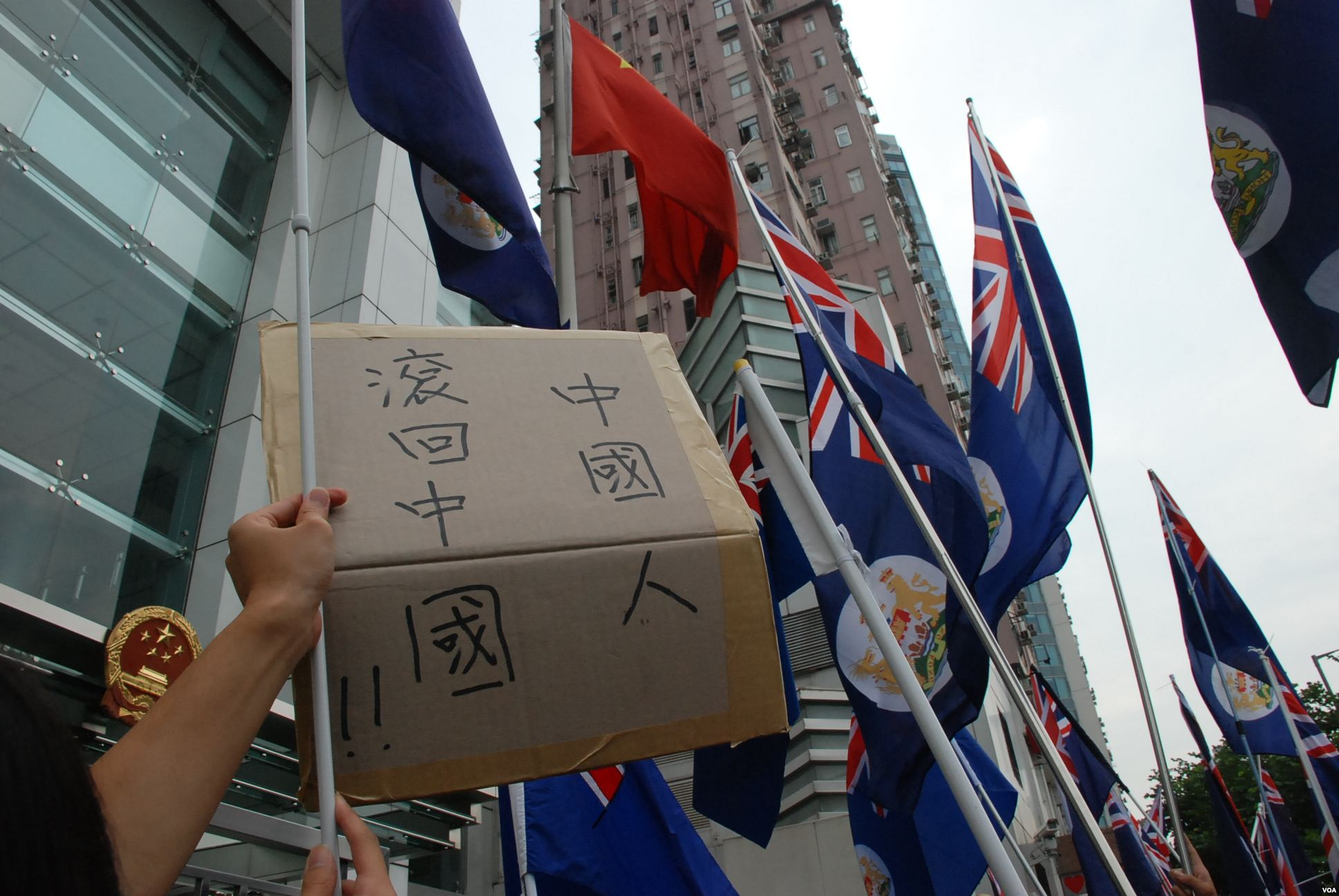
示威者舉著香港英治時期旗幟和「中國人滾回中國」標語

香港居民身份認同最主要是以「中國人」和「香港人」這兩個身份為主，不過這兩個身份可以互不排斥地存在，故在研究中也會用到「香港的中國人」、「中國的香港人」、「混合身份」來予以研究對象選擇:1。此外由於成為中國公民不是成為香港居民的必要條件，而香港亦有少數族裔在該處長居；香港居民以往在感知上把中國文化、經濟和政體分離——部分學者會把其歸類為「文化中國」、「經濟中國」、「政治中國」，所以亦有其他形式的身份認同。一般認為，香港居民對香港人的身份認同在20世紀60-70年代間首現:89:3:79，不過中上階層的華人的香港認同則早在19世紀末便已出現:213:226。當中政治、經濟、文化的獨特性會促使香港居民對香港人這一身份出現認同感，並視中國大陸為他者。
英方在管治初期盡量保留香港的本地文化，對其採取盡量不干預的態度，比如對華人仍採用《大清律例》約束:118-119、容許華人納妾；不過仍在19-20世紀期間對華人採取種族歧視政策，比如華人較難獲得官職、華人公務員福利較少:106-108:12-13。但當時香港華人對這採取不反抗的態度:123。此外在教育上盡量不觸及政治、中國近代史以及香港史。中史教授上一般側重文化層面，以「思想、精神、性格、價值觀」方面的論述為主，不注重培育愛國意識，這樣使得香港居民的身份認同「超越當代中國政治」:15-16:66-68。而這些政策皆使得70年代以前大多數香港居民仍認同自己為中國人:82，或以祖籍、出生地等地理背景為其身份認同。六七暴動以後，香港大部分居民儘管仍對共產政權反感，但當時香港的大專學生和知識份子仍投入了一系列帶愛國反殖民色彩的運動，包括1968年的「爭取中文成為法定語文」運動和1971年的「保衛釣魚臺」運動，該些運動強調「中國人」這一身份。此一情況直至四人幫倒台，大專學生失去對社會主義祖國的美好想像才結束，轉向關心香港社會，塑造對「香港人」的身份認同。
港英在六七暴動過後推出了一系列的改革政策，以緩解民生、促進社會歸屬感。同時香港居民憑著本土優勢發展經濟初獲成果，皆使得香港居民更認同「香港人」這一身份。戰後在香港土生土長的「嬰兒潮」出生者也於這個時段投身社會，他們自幼便與中國大陸這個「他者」疏離，亦使香港居民對「香港人」的身份認同進一步增加。在回歸的事實已確定後，對中國的文化認局和政局認同便開始出現排他性，不過相關情況直至2008年後才顯現。回歸初期由於經濟及政治等因素，使得香港居民漸漸出現中國人意識，不過隨後由於中港矛盾、政制改革以及修訂逃犯條例所引來的爭議，使得香港居民出現了本土意識，並對中國人身份感到抗拒。

## 圖表
|  | 由于已知的技术原因，图表暂时不可用。带来不便，我们深表歉意。 |

| 香港人 中國人 | 中國的香港人 香港的中國人 |

|  | 由于已知的技术原因，图表暂时不可用。带来不便，我们深表歉意。 |

資料來源：香港大學民意研究計劃及香港民意研究所

## 歷史

### 清朝時期（15世紀至19世紀）
香港開埠前，香港居民的身份認同已有別於中國大陸主流的漢文化及大漢族意識形態，分為多個獨立的民系，並且擁有獨特的地域、血緣、文化及宗教傳統。
當時香港原居民有四大民系，分別為廣府圍頭人、客家人、水上蜑家人、福佬人。他們都有自己的語言（即圍頭話、客家話、蜑家話、鶴佬話），以村落聚居或在水上居住，村落之間都有「地界」以及屬於本村的「土地公」（社稷神）。
圍頭人由鄧氏、彭氏、候氏、文氏、廖氏族群組成，合稱為新界五大氏族。他們各自因同一宗族而聚居起來。這些圍頭人佔據了新界中較理想的土地，在當時被稱為「本地人」，在1898年統計中佔據新界人口的大多數:41。
客家人與「本地人」相對，是指清朝政府下令復界後，從梅縣、五華等粵東地區招攬到香港開墾農田的人。嶺南客家人大多成批遷入，因而保留原有的客家語言和風俗，自成村莊，形成獨特的族群。圍頭人與客家人語言、風俗不同，為了爭奪資源會發生族群之間的武裝衝突，同時為了防範海盜侵犯:43，圍頭人和客家人也在村落外圍築起圍牆保護自己，形成圍村。
蜑家人是百越族的後代，這些水上人被歷代皇朝拒絕登記岸上戶籍，無權參加科舉考試，居無定所而且沒有鄉土的觀念，對歷代皇朝也無歸屬感。他們與華北漢族有不同的文化，虔誠於天地及自然界崇拜，即「見山拜山，見石拜石」:48。他們以海為家，對海有很強烈的歸屬感，並沒有房屋的概念及搬遷到陸上居住的想法。福佬人來自福建閩越族，大部分從事捕魚工作，亦有以農為業，擁有海豐及陸豐文化。
鄉村之間組成的聯盟稱為「鄉約」，包括元朗八鄉、打鼓嶺六約、沙頭角十約等:43。鄉約的組成亦促成了太平清醮、正月的元宵及太平洪朝等民俗及祭典儀式，這些大型節慶由眾多村落合力籌辦，整體社區也參與其中，可團結和凝聚區內居民及重新確認地域人群身份。春秋二祭是圍頭人的傳統風俗，是根據生者（子孫）和死者（祖先）的關係確立子孫在宗族集團（房、支）中的身份位置，同時接受祖先庇蔭的節目。他們使用圍頭話頒讀祭文及祝文，這個習俗仍保留到今天。作為建立認祖歸宗、身份確認的機制，很多新界族群也有編寫族譜的習俗，一方面強化族群的關係，另一方面防止族產、祖嘗被掠奪。船民及沿海聚居的農民則視海神天后為守護神，建造眾多的天后廟，也會舉行大型社區活動天后寶誕及洪聖爺誕。

### 鴉片戰爭及香港開埠（19世紀）
對於鴉片戰爭時期的身份認同，「愛國史觀」認為當時的香港居民被英國人的武力壓迫，視英國管冶為恥辱，厭惡英國。但這些觀點在近年由蔡榮芳及鄺健銘等學者推翻。當時香港華人的社會意識並不重視「愛國主義」與「民族大義」，而水上人更因為出海需要面對種種風險，所以傾向重視功利和短期利益:15-18:117。
自從英國與廣州有商業來往，蜑家人已協助他們走私商品。後來英軍第一次佔領香港時，香港居民並沒有抵抗，蜑家人及福佬人也為英國帶路及補給食糧:152-153。一名英軍軍醫記錄香港居民「似乎勤奮而溫順…對於改受英國統治，看不出他們有明顯的贊同或厭惡」:27-28。第二次鴉片戰爭期間，英國及法國亦有在香港徵募大量苦力（咕哩）組成「苦力團」協助陸軍的後勤工作。後來移居至香港的客家人也因為沒有被戰火波及，沒有仇恨英國:20:76、122。及至九龍半島割讓予英國時，當地市民亦並沒有強烈的反殖愛國行為:36、52-53:153。

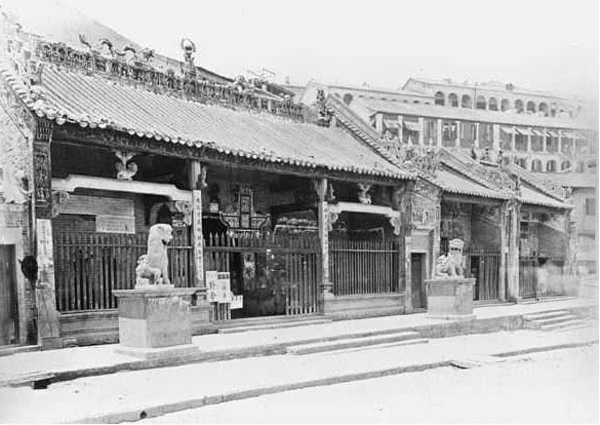
1868年的文武廟——這個廟宇群不單是宗教場所，亦是由華人管理，用作處理公共事務，仲裁糾紛的社區中心及司法場所

1842年香港進入殖民地時代，華人仍舊保留了他們的文化。英方對華人保留執行《大清律例》:118-119，容許華人納妾，也容許華人自由地進出香港與大陸。為確保歐洲商人有足夠的土地營商，港英政府將華人及歐籍人士活動區域劃分，因此華人圈子及洋人圈子壁壘分明。由於英國人及華人言語不通，對有名望的紳商及華人領袖賦予權力代為管理香港居民，包括在文武廟容許華人以其傳統「斬雞頭，燒黃紙」方式作為具有法律效力的宣誓方式及仲裁糾紛、又成立團防局交由華商負責巡邏及維持冶安。華商為了以中醫醫治華人，同時處理公益活動及仲裁等問題，成立的華人醫院東華醫院，一度是香港華人社會的權力中心。在港的華人自覺自身利益會受到英方損害時，便會聯合起來反抗，加上政策上及社會上對華人的種族歧視等因素，促使不同鄉籍的香港華人在面對同樣的困難下，自覺為命運共同體，視香港的英國殖民為「他者」，形成了「香港華人社會」的意識:22-25:123。
後來中國爆發太平天國運動、土客冲突、广东洪兵起义等等的戰亂，使得許多內地商人及一般市民為逃避戰火來香港居住:27:123。隨著香港與廣州的商貿來往增加，廣府話成為了主要語言。港英政府亦開始推廣廣府話，包括在鄉村學校中使用廣府話教學，促使了香港不同族群的語言統一。第8任香港總督軒尼詩大大提升華人在香港的地位，包括准許香港華人歸化英籍、容許華人在中環購買土地及建造樓宇:68-69、委任伍廷芳出任定例局，打破了開埠以來華人不准參政的局面:68-69。

### 19世紀末期至20世紀初
19世紀末期至20世紀初，市民參與了多場政治改革運動，中國民族主義在香港華人中興起，「中國人」繼而成為香港居民主要的身份認同，他們亦開始對身份認同更加關注。
英國接管新界時，新界居民因為溝通上的錯誤，誤以為傳統及習俗將要抹殺，引發了一場持續了六日的戰爭。戰爭雖以慘敗結束，但新界居民在男丁繼承土地權等習俗上得到保留。在隨後的時間裡，在鄉紳及殖民地政府的共同認定下，「新界原居民」這個身份續漸形成，他們享有政治和經濟上的特權，時至今天依然是香港社會的特殊群體。新界居民自給自足，直到20世紀的60至70年代，新界隨着新市鎮的開拓，才逐漸融合為香港的一部份:217-218。
經過中法戰爭、甲午戰爭、百日維新、戊戌政變等源自中國大陸的重要事件，香港商家及知識分子出現了復興中國民族意識的思想:60-61:63、77。當時的香港華商既心繫中國，亦不會排除英國。他們認為需要先與英國合力，促使清政府改革，才能救國。當年這些訴求雖受到殖民地政府的同情，但倫敦方面則要求殖民地政府不要插手:70。一連串帶民族主義色彩的運動反過來使香港華商對殖民統治下的資本主義以至相關文化產生認同:213:226。台灣歷史學家蔡榮芳將香港華人精英的港式愛國主義稱之為「與外國強權協力的民族主義」（collaborationist nationalism），這些精英既為著商業利益而與英人親近，同時他們也受到約翰·洛克 、亞當·斯密、孟德斯鳩和謝洛美·邊沁等英國社會思潮影響，期望中國能吸納民權思想、自由貿易及憲政主義等先進思想，籍此變得更強大:117。
1905年、1908年的兩場對美貨及日貨的杯葛運動、1911年發生的五四運動及辛亥革命中，香港亦有多關注及參與其中，這些活動也強化了香港居民的愛國主義及民族主義意識。
港英政府在教育政策迴避了政治及中國近代史等課題。中史教授上一般側重文化層面，以「思想、精神、性格、價值觀」方面的論述為主，不注重培育愛國意識:66-68。這樣使得香港居民的對「中國人」身份認同的內涵側重面有別於中國大陸側重於政治及政權的認同。香港學者王宏志形容這種身份認同是「超越當代中國政治」:15-16。在辛亥革命和中華民國成立的影響下，大批知識份子和清朝遺老開始從事教育事業，促使了不少中文學校的出現。他們亦致力於推動中華傳統文化的復興，在後來更成功爭取香港中文大學的成立。這些事件也強化了中華民族意識在香港的凝聚力。

### 1920至1970年代初
香港在日軍佔領時大量民眾返鄉避難，戰後1945年香港人口只剩下約50萬。隨後香港在短短8年人口增加200萬至250萬，當中大部份是逃避國共內戰的難民。之後在60-70年代，又因為中國大陸的三年大饑荒及文化大革命事件，再次爆發逃港潮，大批以廣東人為主的中國大陸居民在邊界封閉後透過抵壘政策成為香港合法居民。
這些抱著「難民心態」的逃亡者成為香港的主要人口，他們認為自己只是在香港暫居的過客，只為了尋找經濟上的機遇，或視香港作資金避難港，或視逃避政治動亂的地方，期望等待至動亂完結後就能離開。內戰時來港的逃亡者對中國國民黨及共產黨也反應冷淡:203-205；而經歷了批鬥和饑荒的逃亡者，則對共產黨抱以厭惡心態。另一方面，英方在1951年以前沒刻意切斷香港跟中國大陸的聯繫，故此他們始無法對香港產生本土的認同感:21、80。當時他們的身份是雙重的——殖民地下的「順民」及炎黃子孫。
隨著國民政府戰敗，由中華民國國軍及原國民政府官員組成的7,000多人滯留及聚集在調景嶺，他們是帶有濃厚政治色彩的特殊社群。直至1995年被清拆之前，該區長時間掛滿青天白日滿地紅旗，每逢中華民國的節慶日如雙十節或青年節等節日，調景嶺更會張燈結綵，搭建牌樓及舉行盛大的慶祝活動及升旗禮。這些調景嶺居民的身份認同來自他們的政治取向及對政權的認同，與大多數對政治不關心的香港市民形成鮮明的對比:123。
1967年香港左派團體受到文化大革命極左思想影響發起六七暴動，鬥委會號召左派份子連日騷亂，又發起全港罷工罷市，但始終缺乏普羅大眾響應，左派在7月起改為策動連串炸彈襲擊，「遍地菠蘿」的炸彈浪潮造成無辜市民死傷，左派不但未能爭取到主流社會支持其鬥爭，且形象嚴重受損，還加強了殖民地政府的管治合法性和認受性。及後港英政府推出新政改善民生問題。60年代之後，逃亡者們目睹中國內地經濟及冶安的不穩定，逐漸放棄返回中國居住的念頭:167。無處可歸的他們開始產生「香港是我家」意識。在這個時候，「香港人」這個身分認同首次地萌芽。
另一方面，1970年代的香港，大專院校的政治氣氛非常熱烈，這段時期又稱為香港學運的「火紅年代」。大專學生和知識份子活躍地參與了一系列社會運動，包括1968年的「爭取中文成為官方語言」運動和1971年的「保衛釣魚臺」運動。各大專院校的學生會亦踴躍地舉辦中國觀光團，提供機會讓同學親身感受祖國的狀況。這些活動也是超越「殖民地居民」身份，突顯了對地域及文化上「中國人」身份的認同。

### 麥理浩時代（1971至1982年）
1970年代是「香港人」身份認同的轉捩點，從民生得到改善、經濟起飛以及至「港產」地道文化的興起，也無一不使「香港人」身份認同獲得顯著的提升。戰後成長的一代的對中國的理解是「既無所知，亦無所感」，與上一代人差異甚大，他們也較認同自己是「香港人」，而非「中國人」。
第25任香港總督麥理浩為了重拾香港市民自六七暴動以來的信心，甫上任便強調香港已儲備足夠的經濟能力，現在是改善生活的時候。透過大幅增加公共開支推動前所未有的新政，擺脫以往港英政府保守及官僚的作風。他的政策令港英政府在市民心目中重新塑造良好而正面的形象。
在麥理浩前後10年半的港督生涯中，十年建屋計劃、廉政公署、九年免費教育和地下鐵路等重要的政策和建設，紛紛在他任內推出，香港在房屋、廉潔、教育、醫療、福利、基建、交通和社會各方面均有深刻的改善。他的各項政策改變香港原有的面貌，促成香港的經濟起飛，香港由一個相對傳統的殖民地，蛻變成一個急速發展的大城市。受惠於他的政策，市民大眾的生活水平得到明顯的提升，各項大型基建也直接改變市民原有的生活方式。這一系列的轉變及改善也進一步強化了「香港是我家」的意識，令香港居民慢慢對「香港人」這一身份產生認同感。
1976年中國共產黨四人幫倒台後，香港大專學生和知識份子失去對社會主義祖國的美好想像，對「中國人」身份的重視受到影響。他們繼而轉向關心香港社會，塑造對「香港人」的身份認同。而在這種本土意識建立的初期，他們更認同自己為「不一樣的中國人」，沒有全面否定中國人這一身份。
在70至80年代，土生土長的香港居民已超過人口的一半。港產片、粵語流行曲、香港漫畫、武俠小說等本土文化盛行，使香港擁有華南傳統文化以外的獨特文化藝術。香港經濟起飛以至贏得「亞洲四小龍」之一的美譽，與當時受政治運動影響而經濟蕭條及生活水平低落的中國大陸形成強烈對比，「香港人」的優越感初步形成。另一方面，1981年英國政府通過《英國國籍法令》使250萬名香港居民失去英國居留權，顯得「兩頭唔到岸」。在這些種種因素影響，港人本土意識進一步萌芽:216:209-210。

### 後殖民地時代（1980至1997年）
由於香港92%的土地經《展拓香港界址專條》租借而來，以99年為限，期滿後英國將喪失該92%土地的一切權利。香港將無法單憑這8%剩下的土地而運作，英國須與中國商討香港前途。當時絕大多數的香港市民對於「回歸」中國大陸感到恐懼及不安。香港革新會在1982年3月的民意調查顯示，逾八成市民希望繼續由英國管治，只有百分之四受訪者表示願意由中國大陸管治。歌曲《獅子山下》將香港居民比喻為「同舟人」，既表現了他們的共同的歷史記憶及情感認同，亦反映了受前途問題困擾的心情，成為熱門歌曲。前途問題被形容為「九七大限」，作為整個香港必須共同面對的危機，增進了「香港人」的身份認同。他們的政治意識被喚醒，開始關心香港的政治前境和自身的政治權利:231、234。
80年代，香港政府宣佈取消抵壘政策，但偷渡潮仍未止息。在自我意識逐漸建立的香港居民眼中，大陸來客不再是難胞，而是非法移民及新移民。大陸新移民被稱呼為「阿燦」，一個貶義及帶歧視意味的名字。一項的1985年調查則顯示，6成香港華人視自己是「香港人」，而不是「中國人」:216。
1989年六四事件發生前夕，香港有150萬名市民參與遊行，表達他們對中國示威學生的支持，成為當時香港歷史上最多人參與的游行活動。六四事件以武力清場結束後，香港居民在驚恐之中失去對中國的信心，並趨向認同「香港人」身份。本土意識由一種以文化層面為主的情懷，演變為身份焦慮及對外來壓迫抗拒的氛圍，亦變得帶有政治意味。自六四事件發生之後，香港市民每一年也在維多利亞公園舉行六四燭光晚會悼念事件，每年參加人數為數萬至十數萬人不等，成為一種新興的習俗。
1997年4月的民調顯示，75%的香港居民對香港前景有信心。且之前浸會大學的民調則表示，大多香港市民願意回歸中國。這主要是因為中國經濟的增長及兩地經濟愈來愈緊密:264-265。

### 回歸初期（1997至2008年）
香港主權移交以無衝突的形式完成，象徵「一國兩制」成功落實。中國申辦奧運成功、香港回歸初期經濟不景氣、中國大陸經濟發展篷勃等因素，也加強了回歸初期香港市民對「中國人」的身份認同。根據香港大學民意研究計畫，從1997年至2006年，身份認同調查中被訪者回答「廣義香港人」的比率呈緩慢下降趨勢；「廣義中國人」的比率就呈緩慢上升趨勢。相關數值在初期亦出現認同「廣義中國人」多於認同自己為「廣義香港人」的情況。
2003年，發生SARS事件，香港人再次發揮了同舟共濟的精神，演藝界人仕也參與打氣，使香港居民更團結。特區政府以強硬方式推動基本法第二十三條立法，引起了空前的不滿，並成為了廣泛市民團結起來反對的對象。民意到達前所未有的分化，一方面促使了很多市民變得開始關注政治事件，另一方面首次地反映香港居民對於人權及自由等價值的共同認同。自政權移交後，市民對政府制度及施政的不滿持續累積，在2003年的回歸紀念日以主題為「反對廿三，還政於民」的大規模集體遊行表現出來，參與人數超過50萬。特區政府與民眾關係持續沒有改善，每年的「七一遊行」因而變相成為獨特的習俗，參與人數由數萬至數十萬不等。沙士過後，中央政府為使經濟復興，而推出CEPA及自由行政策，令當時市民對中央政府觀感良好，香港市民普遍歡迎，繼增加對中國人的認同感。
2004年10月1日開始，特區政府為宣揚愛國主義，在晚間新聞之前播放以中國國歌《義勇軍進行曲》為主題音樂的宣傳短片《心繫家國》:136。
2006年的一項研究顯示，香港居民除了繼續認同「文化中國」外，亦愈來愈認同「經濟中國」，不過對政治中國仍感到抗拒，這令他們更認同混合身份（「香港的中國人」、「中國的香港人」）。
2008年為香港居民對中國人的認同達至高峰的時刻，當年為北京奧運及汶川地震的發生年份。前者使香港居民對中國變得更為關注，並為國家的發展感到自豪，令他們對中國人的認同上升。汶川大地震則牽動了香港居民的情緒，積極捐錢捐物，在參與中形成「血濃於水」的情感，增加對中國人的認同。

### 中港矛盾升溫（2009至今）
自2009年起，香港人對中國人身份的認同性顯著下降，根據2010年12月的調查結果，「中國人」的身份認同為21%，下跌了7%，而香港人認同則升了11%，至36%，相信是受中國政府阻撓劉曉波領獎事件、打壓其他維權人士及馬尼拉人質事件的影響。
近年來，香港政府嘗試以各種方式增加香港人對中國及中華民族的認同感，包括2012年嘗試在中小學推行德育及國民教育科、2016年簽訂興建故宮文化博物館合作協議。透過廣深港高速鐵路香港段、港珠澳大橋等基礎設施的建設以及粵港澳大灣區發展規劃，香港及中央政府合力消除香港與內地之間的空間規劃及社會政策上的區隔，將經濟體系和發展模式進行「互聯互通」來強化雙方關係。大律師李柱銘則認為，中央政府把香港「融入國家發展大局」的目的是要模糊香港人的身份定位。以上一系列的嘗試及政策都在香港民間受到強烈的抗議，使市民和政府之間的矛盾加劇，反而加速了香港本土意識的發展。
2011年出版的《香港城邦論》成為暢銷書，其以香港人作本位表述社會現象，否定「香港要有民主，不能獨善其身，一定要從中國民主開始」的既有觀念，並探討香港自身的族群意識:21、49-50。
由2012年起，中國大陸與香港矛盾明顯升溫，並出現光復上水站、孔慶東辱罵港人事件、D&G禁止香港人攝影風波等大型風波。這些矛盾導致香港居民情緒化地敵視中國大陸居民，「香港人」與「中國人」的身份認同亦演變為嚴重對立。社會間甚至出現「被稱呼是中國人是一種侮辱」等言論。
多年來中國内地出現水災地震等災情時，香港居民往往熱心募捐救助，譽為「一方有難，八方支援」 精神。但在2013年雅安地震以及2014年昭通地震發生後，受到中港衝突、内地官員中飽私囊的醜聞及郭美美炫富事件影響，香港瀰漫一片拒絕捐款的氣氛，可見往日「血濃於水」的民族情懷已被削弱。
這段時間上，中國内地與香港一些意識形態上的強烈差距也逐漸顯露出來。當時香港市民主流的觀念是「愛國不必愛黨」，而中國内地多代人從小就接受「沒有共產黨就沒有新中國」的教育，認為愛國自然應該愛黨。在政務司長林鄭月娥提出特首候選人「愛國愛港」是「不言而喻」的時候，這說法不但沒有得到普遍認同，反而被理解為政治審查而引起社會的爭議。這些情況也顯示出香港居民對中國並不抱有政治認同。
全國人大常委會在2014年提出「831決定」，與泛民主派多年要求的真普選的原則互相違背，因而被視為對選舉自由及民主的打壓，此舉加深了市民對中國政府的仇恨。繼後產生的雨傘運動促使本土思潮的興起以及「香港人」身份認同的提高。對政府施政強烈不滿的人們開始對政治不敏感的人稱呼為「港豬」以表示對他們的不屑，這稱呼後來將親政府及親内地的人也包含在內。
此時，香港居民對自身身份認同開始變得非常重視。2014年9月香港大學學生會出版《香港民族論》論證香港民族主義的合理性和必要性，出現搶購潮。

### 2019－2021年：反對逃犯條例修訂運動及之後

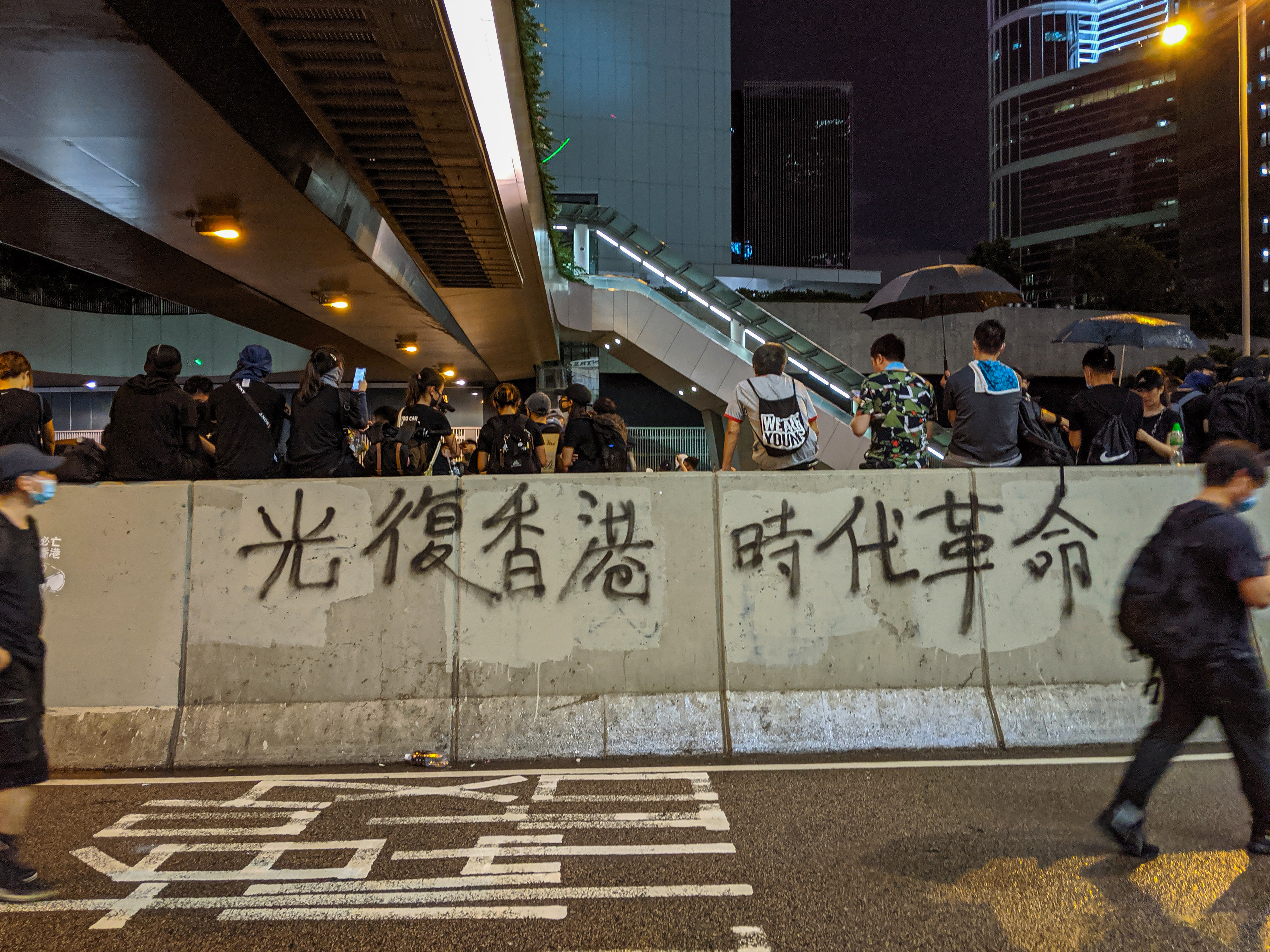
2019年，寫上「光復香港，時代革命」的塗鴉。

在2019年6月，香港居民對「香港人」身分認同感是1997年以來最高峰。相反地，對於「中國人」身分認同感則錄得1997年有紀錄以來新低。隨後記錄於12月再度打破。
香港大學民意研究計劃在2019年6月27日公佈的調查結果顯示，認同「香港人」比例為53%，認同「中國人」比例為11%，認同「香港的中國人」比例為12%，認同「中國的香港人」比例為23%。換言之，76%認為自己是「廣義香港人」，23%則認為自己是「廣義中國人」。其中年齡為18-29歲組別對「香港人」身分認同比例更高達75%。
而香港民意研究所（前身為香港大學民意研究計劃）在2019年12月17日公佈的調查結果顯示，認同「香港人」比例為55%，認同「中國人」比例為11%，認同「香港的中國人」比例為10%，認同「中國的香港人」比例為22%。即78%認為自己是「廣義香港人」，21%則認為自己是「廣義中國人」，打破了6月時的記錄。
据香港01报道，2019年末，路透社曾对香港进行民意调查，调查内容为对香港独立的态度，调查结果显示，41%的受访者“强烈反对”港独，26%的受访者“有点反对”港独，而持“强烈支持”与“有点支持”港独的受访者分别占8%和9%。而表示“一半半/不清楚”的受访者占16%。
2019年爆發的反對逃犯條例修訂運動是香港歷史上最大規模的一次群眾運動，其中在6月16日的遊行，發起團體民間人權陣線表示共約200萬人參加。由於運動的規模及造成影響巨大，讓所有香港居民也無可避免地更關注社會。運動其間發起手牽手組成橫跨香港各區的人鏈的和平行動「香港之路」、抗爭者創作歌曲《願榮光歸香港》並在多個地區的商場進行大合唱等種種行動，以及「光復香港，時代革命」及「香港人加油」的主要口號，不但促使部分市民更偏向對「香港人」身份的認同，也證明了部分市民對「香港人」身份十分重視。香港中文大學教授周保松稱「一個新的香港人的身分很明顯地建構中，（社會運動）當中的精神已經超越五個訴求」。
對運動的支持者而言，長時間的抗爭行動賦予及強化了他們一種作為「香港人」職責。運動的「不割席」性質顯示了支持者跨越了不同政治派別及行動方針地凝聚地來。運動期間，也增進了小數族群與香港華裔群體之間起了凝聚作用，一名尼泊爾裔受訪者表示「如果我們（小數族群）與香港人團結起來，我們也就成為大多數了」。在10月20日遊行中，重慶大廈門外掛起「愛我們的小數族裔」（Love Our Minorities）橫額，有南亞裔人士向遊行人士派發水及食物，遊行人士也對他們拍手及歡呼，與以往南亞裔人士往往被主流社會冷漠對待成對比。

#### 2021年

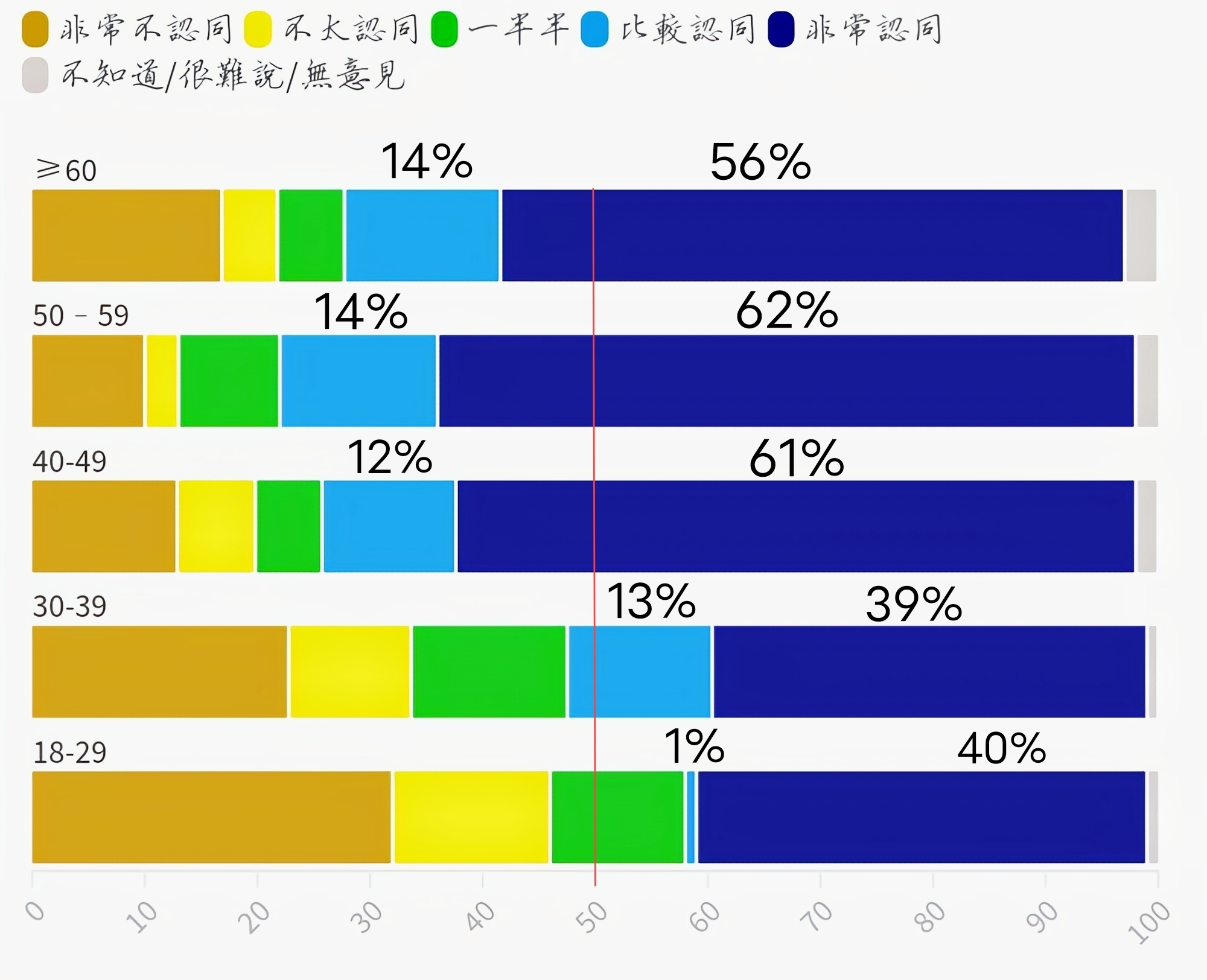
香港市民對中國國民身份認同調查結果（香港研究協會發佈於2021年9月）

根據香港民意研究所在2019－2021年期間的調查結果，自認為廣義「香港人」的香港居民一直在約7成至約8成間徘徊，而自認為廣義「中國人」之人士則在2至3成間徘徊。而香港研究協會在2021年9月7日至24日的調查結果則顯示，除了18－29歲的香港市民，其他組別總體上大多認同（一半以上）中國人身份，有關認同隨年齡遞增——除了60歲或以上的受訪者。

## 重要事件

### 中法戰爭
1884年8月，法國為爭奪越南而與大清帝國交戰，法國遠東艦隊的突襲引發馬江海戰，福建水師幾乎全滅，法國海軍將領孤拔估計中國傷亡人數在2,000至3,000之間。戰敗的消息在中國掀起一股愛國熱潮，中國民眾攻擊外國人及摧毀外國財物。
香港居民因在戰爭中受到法國軍艦的直接威脅，也受到這場「共同抗敵，保衛家園」的愛國熱潮影響:53:130。在1884年9月，两广总督张之洞動員何亞美等東華精英以威迫利誘手法迫使香港工人拒絕為法國人工作:117。紅磡黃埔船塢的工人拒絕為在馬江海戰中遭到砲彈損壞的法國裝甲巡洋艦拉加利桑尼亞號及一艘隨行的魚雷艇進行維修。
拒絕維修的工人被警察拘捕，被法庭頒令罰款。判決的結果引來很多碼頭工人的憤慨，他們以集體罷工作為回應，使得「原本排外抗法的情緒，擴大為反英抗法的民族情緒」:53:37-38。艇戶拒絕為所有外國船隻卸貨，船夫拒絕運載外國貨物，令整個港口運輸幾乎癱瘓，碼頭工人亦聯合人力車夫和轎夫拒絕為洋人服務。
港英政府出動警察及軍隊拘捕罷工者領袖，並判處徒刑。高壓處理手法並沒有解決問題，卻使民眾更加不滿。10月3日，碼頭工人襲擊洋人，向洋人躲避的酒店及中區警署投擲石頭等破壞門窗，也有中國人被石頭擲中頭部死亡:105。當時報章形容為一場「香港前所未有的，有預謀的嚴重暴動」。
雖然张之洞策劃的行動是事件的發生的主要原因之一，但他只是基於大清帝國陷入一場與法國未宣戰的戰爭，才推動針對法國的抵制行動。碼頭工人的集體罷工是一場自發的愛國主義活動。法國海軍官員大衛·威爾姆斯赫斯特（David Wilmshurst）表示「該場罷工是中法戰爭中最印象深刻的中國愛國主義的表現之一」。第9任港督寶雲爵士稱，大部份的罷工者也認為那場對抗法國的戰爭是現代中國歷史的轉捩點。

### 租借新界
1898年，大英帝國與大清帝國簽訂《展拓香港界址專條》，把九龍界限街以北至深圳河的地區及235個島嶼歸入英屬香港的範圍，為其99年:114。當時這片土地仍然是一些農村及圍村，並且包含了香港幾乎所有剩餘的農田。縱使得到部分香港商家的支持:70，但當地鄉民因為前景不明的恐慌而組織反抗，新界六日戰因而觸發:154-155。參戰氏族與鄉村為屏山鄉、廈村鄉、十八鄉、錦田鄉和大埔七約，鄉勇共有大約2,600名男丁。港英政府在接收新界其它地區時，並沒有村民反抗。戰爭在六日結束，港英政府最終順利接掌新界。
縱使鄉民的反抗以慘敗結束，但他們的訴求最終得到港英政府的尊重，並允許新界原居民保留繼承土地、使用土地和婚姻（納妾及休妻）的傳統法律和習俗，與九龍及香港的法律有所區別，其中繼承土地的傳統一直延續至今時今日。港英政府接收新界後，各大氏族即與小氏族平起平坐，不再有地主支配佃人的社會階級。政府又如市區一樣的透過士紳代為管理當地民眾，所以新界居民亦很快便接受了港英政府的管治。
日後，東莞人策劃再於香港起事，但最終得不到鄉民支持，無疾而終。
儘管一些內地史學家會認為這是當地人民表現民族主義的抗英反殖行為:155，但按照當年新界居民的抗英文書，土地擁有權問題、害怕地方習俗受到侵犯、謠傳英國人會對他們不善才是抗爭的主因:66-67:21-22。

### 杯葛運動
1904年底，被稱為「不平等條約」的《中美會訂限制來美華工保護寓美華人》期滿，中國人民要求廢除條約，但受美國拒絕。事件引發上海紳商不滿，於1905年發起杯葛美貨的運動，抗議美國歧視華人。後來清政府受到美國駐華公使及各地美領事施壓，下詔諭命令停止抵制活動。抵制風潮卻由上海移至廣東各地。
香港亦有很多知識份子及一部分華商參與這場帶有中華民族主義色彩的運動:130:71-72:77，其中辦報者包括《華字日報》及《有所謂報》也以文字宣傳響應運動，亦有碼頭工人拒絕為美國商船搬運貨物:182。廣東人馮夏威在上海美領事館前服藥自殺，成為運動的烈士。香港亦有舉行追悼大會。香港華商公會計劃召開大會，以響應抵制美貨運動，但被第13任香港總督彌敦下令禁止，並說這是「侵犯一個友好國家的商業」 。
這次事件亦是中國首次使用「和平、理性、非暴力」方式反抗西方的運動，亦被譽為「中国近代民族主义运动的开端」。
1908年，日本貨輪「二辰丸」因走私軍火到廣東被中國政府扣押，日本政府強迫中國謝罪道歉的舉動引起中國民憤。香港本地商人組織抵制日貨運動，聲勢甚至比廣州更加浩大:94。港人排日情緒在11月1日至3日達至高潮，連續三天的反日暴動，近千名香港居民搶掠及毀壞西營盤、荷李活道一帶售賣日貨的商店。在這場中國歷史上第一次抵制日货的運動中，香港民眾的反抗情緒最為激烈。
這兩場杯葛運動反映了當時香港華人的民族主義的興起:94。

### 辛亥革命
在辛亥革命發生後，不少在港華人對中國政治再度關切，激起民族主義意識，並認為下一步應驅除英國人，故此引發了一系列暴力事件，但很快就被平息:85、90-91:99-101。

### 五四運動
第一次世界大戰結束後，中國以戰勝國之地位要求歸還中國在山東之權利，但英、美、法等國反對並決定將德國在華特權由日本繼承:80。北京學生認為中華民國北京政府未能維護國家領土和主權的完整，群情激憤並引發了以青年學生為主、知識分子主導的運動——五四運動:80。運動在1919年5月4日爆發，口號包括「外爭國權，內懲國賊」、「抵制日貨」，北京學生們行動影響全國，各大城市紛紛響應:80。
港英政府在這一次運動採取了報刊管制及快速打壓的措施，很有效地抑制了運動浪潮。因此運動在香港只是零星地、鬆散地進行。
在這次的運動港英政府的立場變得相當明顯。原因之一是當時英國與日本結盟，同時在香港工作和居住的日本人約為一千五百人。另一方面港英政府也吸取了1908年的經驗，不希望另一場失控的暴動發生，恐怕港人排外情緒波及英國，也恐怕無法保護居港日人。在1919年實行的報刊管制下，當時報道的「抵制日貨」新聞，多以「某」字取代「日」字。如《華字日報》報道拒賣日貨公司新聞時即寫作「聞某等公司亦止辦某國貨物」。數名陶英學校學生手持寫有「國貨」二字的油紙傘上街，被警察拘捕，其所屬學校校長亦被拘留，吿以「主使及輔助各學生九人手持雨傘，用白油大書特書『國貨』二字」。他們以對日貨有「提倡抵制之舉動」為名被拘，但以「未會出未先向華民政務司署領取執照」的罪名被罰。有當時大學學生回憶稱，「五四愛國運動的浪潮澎湃高漲，瀰漫著整個中國的時候，香港也受到一些衝擊，但只是衝擊而已，但說不上震撼」。
廣義的五四運動（即五四文化運動），發起了「反傳統、反儒家、反文言」的思想文化及文學革新。這場在中國推動了馬克思主義的運動在香港出現截然不同的本地化發展。香港上層社會是一群大清國的遺民（前清遺老），他們對於追求白話文、新文學、衝擊文言文的做法並不認同，對於運動帶來的民主自由的觀念及馬克思思想也感到抗拒，並把中國這場反傳統運動視為「亡國亡天下」思想文化危機。因此他們反過來熱心地在香港推動傳統文化的復興，如建立漢文中學、籌辦香港大學中文學院及孔聖堂及印行大量古書經籍，目的就是要與內地的社會人心有所區隔。文化運動中的文學革命、思想解放等思想啟蒙並沒有在香港得到回響，以致魯迅1927年來港講學時譏之為「英人的樂園」。
五四運動對香港的後續影響在1949年后漸漸呈現出由遠及近、由國家到本地化的發展趨勢。香港專上學生聯會在1975年提出的「放眼世界、認識祖國、關心社會、爭取學生權益」口號（俗稱「放認關爭」）被視為五四運動的精神遺產。1970年代的香港大專學生，他們的父祖輩大多是內地移民或逃難者，而他們的師長輩也多為1949年前後南來香港的知讖份子。這一代的大專學生一方面有中國/家鄉的歷史文化記憶，另一方面也受到西方各種解放運動、民主自由思想和「反殖」思想的衝擊。他們以「五四」為批判現實的概念工具，熱切關注英國殖民統治下的國民身份、港人身份認同問題。

### 六七暴動

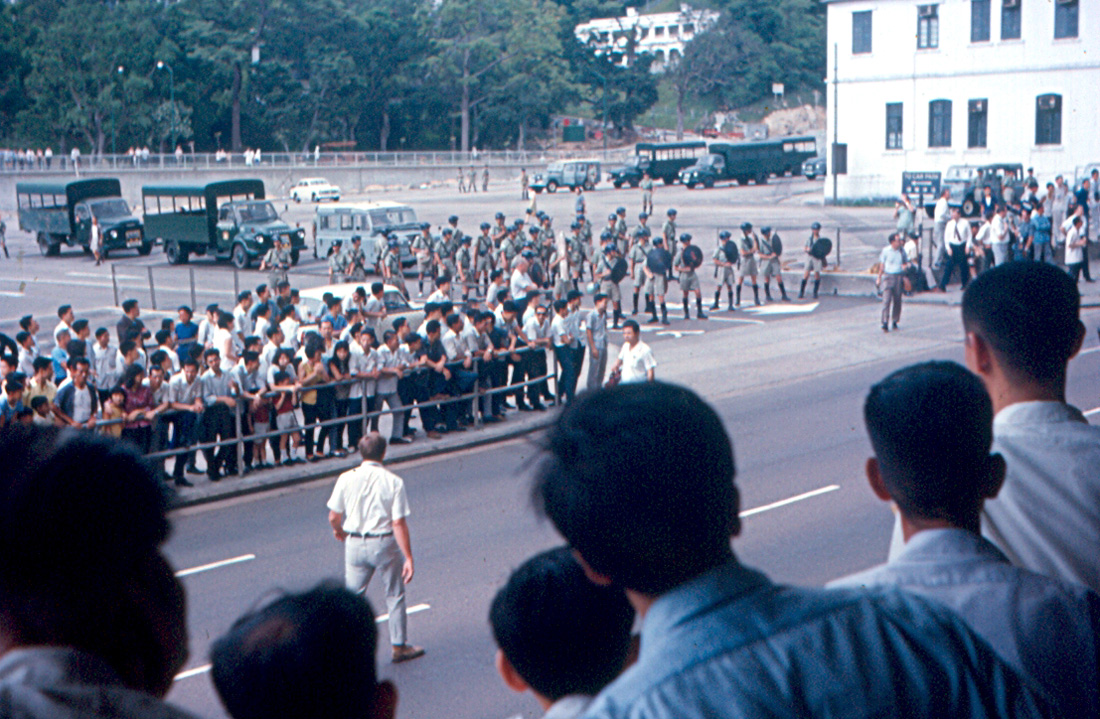
六七暴動在中後期演變為炸彈浪潮，鬥委會的炸彈襲擊造成無辜市民死傷，儘管港英政府的形象也不算好，但絕大部分居民在殖民地政府和共產政權之間最終選擇了前者，起碼當前的生活方式得到保障。

六七暴動是1967年香港的左翼親共份子受文化大革命的影響，而發動的一場鬥爭，其目標是仿照澳門一二·三事件壓服港英政府，藉此由中共完全支配香港政局，鬥委會發動左派份子大量放置土製炸彈，包括在鐵路系統、渡輪碼頭及巴士站佈置炸彈陣意圖癱瘓全港交通，擾亂香港經濟來迫使港英政府屈服，但主流社會不希望連當前有限的自由都失去，也抗拒文革風潮延燒到香港。由於當年大部分香港居民是為了逃避中國共產黨所帶來的政治動亂或其他戰亂而來港避難的，故此左派的鬥爭行動不但沒有得到居民支持，清華街慘案及林彬被殺更觸發公憤。雖然當年的殖民地政府在管治上也有不少問題，但左派發動暴亂後，香港市民被迫要在文化大革命狂熱中的共產主義，與當時仍未改革的殖民地資本主義國家機器之間作出抉擇，大部分人選擇站在既熟悉又可厭的殖民地政府的一方，至少當前的生活方式及僅剩的自由不會被奪去，六七暴動使得逃難到香港的居民視香港為一塊值得落地生根的樂土，並產生了一種隱約的本土意識:82-83。
六七暴動亦殖民管治的轉捩點。事件發生後，港府反思管治模式後察覺到在施政上的不足，並發現市民「對香港沒有歸屬感」。在第24任香港總督戴麟趾爵士的帶領下推行多項新政，當中包括修改勞工法例，進一步保障勞工權益、另外還加強官民溝通、改善教育和房屋等各方面的民生政策。然而，戴麟趾作為殖民地出身的官僚，往往施政上偏向保守，始終以維持殖民地的財政穩健為依歸，大大限制了改革的力度。

### 六四事件
六四事件期間，香港居民透過不同方式支持這場運動，使他們在情感上跟中國大陸再度聯繫，而當運動以鎮壓形式結束後，香港居民便更趨向認同香港人這一身份——這場運動加強了香港居民對「既是香港人，又是中國人」的混合身份認同:249。

### 中國經濟急劇發展
21世紀初期，隨著2001年中國便加入了世界貿易組織及2003年與香港簽訂兩地更緊密經貿合作協議等事件，中國的經濟發展速度急速地上升，使得兩地的經濟優勢差異相對減少，香港並需在經濟上更依賴內地。香港居民因此對中國人的認同增加，香港人認同則減少:257。

### 雨傘運動
雨傘運動過後，本土思潮有更激烈的趨勢，部分香港市民因應雨傘運動的訴求得不到正面回應，而轉向認同本土理念，認為只有本土思潮的內容才能使香港實現「真普選」，他們因此較不認同自己是中國人，轉向認同自己為香港人 。

### 反對逃犯條例修訂運動
反對逃犯條例修訂運動所引發的示威使得香港居民對香港人的認同創1997年以來的新高，自稱香港人的比率更加突破50%，是進行調查以來首次有一種身份認同單獨過半。

## 影響或相關因子

### 出生地
20世紀70年代亦是在香港土生土長的戰後青年投身社會的時機。他們成長經歷一般差不多，擁有共同的經歷，沒有經歷上一代人的難民心態:53，同時沒有上一代對中國的認知，媒體對中國的負面描述及親身體驗令他們對中國感到疏離以至抗拒。上述因素令他們發展對香港人這一身份的認同:216。
而在回歸至2016年間，非香港出生的青少年一直比在港出生的青少年更認同自己為中國人。

### 文化
香港文化中西合集，當中的電視、電視劇、流行曲、電影在70-80年代間紅極一時，甚至影響了荷里活電影的製作:214。而在價值觀上又形成了中西混雜的情況，重視像家庭、教育般的中國傳統價值之餘，又重視法治、自由等現代西方價值，形成了一種獨特文化:215。香港居民對於這種文化普遍感到自豪:215，進一步加強對香港人的認同。此外無綫電視在1967年11月19日啟播後，全港市民便出現了集體看電視的共同經歷，這種共同經歷同樣有助於建構香港人認同:196-197。部分流行文化亦包含了貶中拔港的元素在內，例如《網中人》中的中國大陸新移民「程燦」，劇中刻意把其塑造成一位帶土氣的角色。「貶中拔港」亦是香港人認同的其中一個塑造因子。
同時香港居民亦普遍對中國傳統文化及價值觀抱有好感，例如對萬里長城的自豪、重視像家庭、教育般的中國傳統價值，此對於香港居民的中國人認同一直有著重要作用:215。據一項發表在2007年的研究，香港居民對萬里長城的自豪感跟對維港夜景的自豪感差不多。

### 經濟
在20世紀50-80年代，由於大量人口由中國大陸逃來香港，帶來資金和人力、香港因國際環境被迫轉型、港府的積極不干預政策、香港工人的生活需求不大，使得香港的經濟篷勃發展:77:356-357——與1968年相比，香港於1973年的本地生產總值上升了1.73倍:214；香港的人均所得也在1950-1979年間增長了19倍以上:78。市民的物質生活在期間從「溫飽有餘向富裕生活轉變」:424，並刺激了香港的文化發展:214。中國大陸在實施改革開放後，到訪中國大陸的香港居民增加，並親身體會當時中國大陸的落後:101，令當時的人感到自己是「特殊以至與眾不同的華人」:216。
香港回歸初期經濟不景氣，同時中國大陸經濟發展篷勃，並於2003年推出CEPA及自由行政策，以旅客惠待及互相合作的方式幫助復興香港經濟，亦使得香港居民對「香港人」的認同感變低，轉向認同自己為中國人。不過隨後則因為中國大陸經濟發展對香港構成物價和租金上升、生活空間也變得需更迎合大陸人需要而被迫改變，符合市民需要的商店卻因此撤出，而使得香港居民更具排斥大陸的意識。

### 政府政策
麥理浩的一系列政策改革加強了香港居民以香港為家的意識，包括十年建屋計劃、居者有其屋計劃、興建新市鎮、九年免費教育、免費醫療等等，而港英政府對中國大陸移民的管制加強及承認居滿香港7年者為永久性居民，同使香港居民對之後的移民不再有較寛容的態度，而視之為侵害自身利益及搶奪資源的他者，誘使人更認同香港人這一身份:208-210。回鄉證制度同樣加強了香港居民對香港人的認同，因內地在實施初期把使用回鄉證的香港居民視為「外人」，對其實施嚴格管控，令香港居民因此對內地產生疏離感，挑戰了香港居民對中國人的認同:247-249。
中國中央政府於2003年推出CEPA及自由行政策，以旅客惠待及互相合作的方式幫助復興香港經濟，當時市民普遍歡迎，社會亦出現「中央政府比香港政府能幹」的輿論，繼增加對中國人的認同感。

### 政治取向
王家英及尹寶珊於2007年指出，認同擁護個人自由人權比擁護中國國家利益重要者較偏向認同自己為香港人，反之認同後者較重要或兩者同樣重要者更偏向認同自己為中國人。而在對香港政府的信任方面，回歸初期兩者相差不大，到了2014年時差距卻擴大至49%。Steinhardt等人於2017年的研究發現，愈信任中央政府的香港居民，愈認同自己是中國人。

### 邊境管理及物理連接
根據《香港英新租界合同》，深港邊界「任兩國人民往來」、「水面不拘歸英歸華」，雙方僅在交通要道設立哨位進行觀察和海關緝私活動。基於香港與周邊華南區域的人口流動性與經濟商貿的緊密來往，內地發生的任何事情，透過人員的流動與報刊、電報的傳播，很快地得以在港擴散 :247-249。
1949年6月解放军接近深港边界，港英政府开始在边界设防。中共建政后，于1951年2月15日正式实施边境管理，结束自由来往，港英政府在5月15日亦實施《1951年邊境封閉區域命令》設立香港邊境禁區。
2003年香港政府實施的港澳個人遊（俗稱自由行），訪港內地旅客由2002年的638萬大幅增加到2013年的4,075萬。後來在2009年，中央政府進一步准許合資格深圳戶籍居民申請一年多次訪港「個人遊」簽注（一簽多行）。
及後香港政府推出廣深港高速鐵路香港段、港珠澳大橋等建設，希望進一步以提供更多物理連接的方式促進兩地的經濟及文化互動以推動「香港與國家的整體聯繫」。

### 中國大陸與香港矛盾
香港社會在回歸以後愈偏向認同後物質主義價值，開始重視保育等非物質價值，使得部分香港居民開始不再以經濟發展為唯一和首要的目標，故「當政府的經濟發展是以中港融合為前設時，隨之而來的認同衝突也就火速擴散」。
隨著在2003年實施的港澳個人遊（俗稱自由行）及2012年實施的港深两地融合等政策，加上2008年過後中國政府對港政策邁向強硬，中國大陸與香港經濟、社會、文化之間矛盾越來越明顯，甚至引起衝突。包含「雙非」嬰兒潮、水貨客在內等涉及中港利益衝突和文化衝突的現象，使得中港矛盾升溫，令香港居民出現反大陸的對抗意識，並衍生出本土意識，擁護「香港人」這一身份，把中國大陸的政權和民眾視作侵害自身利益的「他者」。

### 中國重大事件
2008年中國舉辦北京奧運以及發生汶川地震，使香港居民對中國變得更為關注及參與，牽動了香港居民的情緒，形成「血濃於水」的情感，增加對中國人的認同。
中國在安全及人權上等負面問題發生時，往往會使香港居民對中國感到抗拒。2008年時，四川地震後所揭發的一系列醜聞、毒奶粉事件、中國政府打壓劉曉波，2010年揭露的地溝油問題以及中国政府试图减少广州广播电视台的粤语节目时数引发的2010年廣州撐粵語行動，2011年艾未未失蹤，2019年国际媒体所公布的新疆再教育营等事件亦令香港居民對中國的印象轉差，隨之帶同對「中國人」身份認同下跌。